# (21483) Abdulrasool
(21483) Abdulrasool (1998 HJ134) – planetoida z pasa głównego asteroid okrążająca Słońce w ciągu 3,45 lat w średniej odległości 2,28 j.a. Odkryta 19 kwietnia 1998 roku.